# The Space Children
Pour plus de détails, voir Fiche technique et Distribution.
The Space Children est un film américain réalisé par Jack Arnold, sorti en 1958.

## Synopsis
Aidé par des enfants, une intelligence venue des profondeurs de l'espace empêche le lancement d’une fusée spatiale.

## Fiche technique
- Titre : The Space Children
- Réalisation : Jack Arnold
- Scénario : Bernard C. Schoenfeld et Tom Filer
- Photographie : Ernest Laszlo
- Montage : Terry O. Morse
- Pays d'origine :  États-Unis
- Format : Noir et blanc — 35 mm — 1,85:1 — Son : Mono
- Genre : Film de science-fiction
- Date de sortie : 1958

## Distribution
- Michel Ray : Bud Brewster
- Adam Williams : Dave Brewster
- Peggy Webber : Anne Brewster
- Johnny Washbrook : Tim Gamble
- Jackie Coogan : Hank Johnson
- Raymond Bailey : Dr Wahrman
- Larry Pennell : Thomas
- Peter Baldwin : James
- Ty Hardin : Sentry
- Russell Johnson : Joe Gamble
- Johnny Crawford : Ken Brewster
- Sandy Descher : Eadie Johnson